# Mikhail Prokofyevich Kovalyov
Mikhail Prokofievich Kovalyov (tiếng Nga: Михаил Прокофьевич Ковалёв; 7 tháng 7 [lịch cũ 26 tháng 6] năm 1897 - 31 tháng 8 năm 1967) là một sĩ quan cao cấp trong quân đội Liên Xô, hàm Thượng tướng.
Mikhail Kovalyov sinh ra trong một gia đình nông dân ở stanitsa Bryukovetskaya, Kuban Oblast. Năm 1915, ông gia nhập quân đội Nga. Sau khi tốt nghiệp trường Praporshchiks (Hạ sĩ quan), Kovalyov đã chiến đấu trong Thế chiến thứ nhất, chỉ huy cấp trung đội (polurota), đại đội và sau đó là tiểu đoàn. Vào thời điểm Cách mạng Tháng Mười, ông mang cấp bậc Shtabs-kapitan (tương đương Thượng úy). Trong Nội chiến Nga, ông chỉ huy cấp trung đoàn và sau đó là lữ đoàn trong Hồng quân tham gia chiến đấu chống lại quân Bạch vệ của Denikin, Wrangel và cuộc nổi dậy của nông dân Tambov của Aleksandr Antonov.
Năm 1937, Kovalyov lần lượt là chỉ huy của Quân khu Kiev, rồi từ năm 1938, là chỉ huy của Quân khu Belarussia. Ông cũng là chỉ huy của Phương diện quân Belorussia trong cuộc xâm chiếm Ba Lan vào tháng 9 năm 1939. Ông cũng là một trong những chỉ huy Hồng quân trong Chiến tranh Mùa đông (1939-1940). Ông là chỉ huy của Quân khu Kharkov, sau đó là Thanh tra Bộ binh cho Tư lệnh Hồng quân của Phương diện quân Zabaikal trong năm 1941.
Vào tháng 7 năm 1945, ông trở thành phó tư lệnh (tiếng Nga: заместитель командующего) Phương diện quân Zabaikal và tham gia vào các hành động quân sự chống lại Nhật Bản. Từ năm 1949, ông là phó chỉ huy của Quân khu Leningrad. Kovalyov nghỉ hưu năm 1955 và qua đời tại Leningrad năm 1967 vì bệnh ung thư phổi.
Ông được trao tặng hai Huân chương Lenin, ba Huân chương Cờ đỏ và Huân chương Suvorov hạng 1.

## Lịch sử quân hàm
- Sư đoàn trưởng (комдив) (20.11.1935)
- Quân đoàn trưởng (комкор) (8.01.1938)
- Tư lệnh Tập đoàn quân bậc 2 (командарм 2-го ранга) (9.02.1939)
- Trung tướng (генерал-лейтенант) (4.06.1940)
- Thượng tướng (генерал-полковник) (7.05.1943)